# シージェップ
シージェップ（英：CEGEP /[ˈsiːʤɛp]/ 　仏：Cégep）は、カナダ・ケベック州特有の学制に基づく大学基礎教養機関（所謂 予科大学）である。 シージェップは英語読みであり、ケベック州の公用語であるフランス語ではセジェップと呼ばれている。CEGEP はCollège d'enseignement général et professionnel　の略。ISCED4Aレベルに位置づけられ、修了時にはDECディプロマ（Diplôme d'études collégiales）/英：DCS（Diploma of Collegial Studies）が州政府から授与される。
ケベック州の中等教育は7年生～11年生（日本の中学1年生～高校2年生相当）までであり、同州内の大学に進学する場合は、中等教育と大学の間、2年間、CEGEPで基礎教養（University Transfer Program) 課程を履修しDECディプロマを取得することが条件となる。
従い、大学は3年間（日本で言う大学2～4年生、学部に依存）となる。CEGEPでの講義、運営、単位取得は大学形式であり、決して高校ではない。
一方、大学進学を希望しない場合はCEGEPで専門学科（Technical-career課程）を3年間専攻し、専門学科3年履修のDECディプロマが付与される（日本の短期大学に相当する。）。
- 進学コース: University Transfer課程： 11年生卒業→CEGEP（2年間）DCS/DEC取得 →大学（約3年間）/ 11+2+3= 計16年教育
- 専門コース：Technical-career課程：11年生卒業→CEGEP（3年間）DCS/DEC取得 →就職　/　11+3= 計14年教育
- 他州より編入の場合：12年生卒業→大学（CEGEP未修部分は大学で必修につき約4年間）/　12+4= 計16年教育（日本と同じ）

他州やアメリカのJunior Collegeが補助的な役割であるに対し、ケベック州のCEGEPは必修課程である。

## 科目
CEGEPでの課程選択は大学で目標とする学科に応じて決められる。いずれの課程でも人文科学（Humanities）*、英語（英語系の場合）、仏語、体育は必修となっている。(*仏語系CEGEPは人文科学の代わりに哲学(Philosophie)、ただし日本の"倫理"教科とは違い実在の事象を抽象化し哲学的に議論して論文化する事が求められる。)
また、生涯学習プログラムでは仏語・英語等の語学コースなどが提供されて一般市民も学習することができる。

## 主な学校

### 仏語系
- カレッジ・アウンツィック:公立
- カレッジ・エドゥワール・モンプチ:公立
- カレッジ・ドゥ・メゾヌーヴ:公立
- セジェップ・ドゥ・サン・ローラン:公立
- セジェップ・アンドレ・ローレンデュー:公立
- セジェップ・ガノー:公立
- カレッジ・モンモランシー:公立
- セジェップ・ドゥ・ルゥタウエ:公立
- セジェップ・ドゥ・サント・フォワ:公立
- セジェップ・ドゥ・シェルブルック:公立
- セジェップ・ドゥ・ヴュー・モントリオール:公立
- カレッジ・ジャン・ブレブフ:私立

### 英語系
- シャンプラン・リージョナル・カレッジ:公立
- ドーソン・カレッジ:公立
- ジョン・アボット・カレッジ:公立
- バーニエー・カレッジ:公立
- マリアノポリス・カレッジ:私立